# جاي هيليز ميلر سينيور
جاي هيليز ميلر سينيور (بالإنجليزية: J. Hillis Miller)‏ هو عالم نفس وأستاذ جامعي أمريكي، ولد في 29 أغسطس 1899 في فرونت رويال في الولايات المتحدة، وتوفي في 14 نوفمبر 1953 في غينزفيل في الولايات المتحدة.